# Brian Loney
Brian D. Loney (Winnipeg, 9 agosto 1972) è un ex hockeista su ghiaccio canadese.

## Palmarès

### Club
- Campionato italiano: 1

Bolzano: 1999-2000

### Individuale
- Central Collegiate Hockey Association Rookie of the Year: 1

1991-1992
- AHL All-Star Game: 1

1995-1996